# Lucien Gachon
Pour les articles homonymes, voir Gachons.
François Lucien Gachon, né le 21 septembre 1894 à La Chapelle-Agnon (Puy-de-Dôme) et mort le 6 mars 1984 à Chamalières,, est un géographe et écrivain français.

## Biographie
Issu d'une famille paysanne modeste installée au hameau de la Guillerie, Lucien Gachon est instituteur pendant dix-sept années avant de conquérir ses licences qui lui permettent d'accéder à l'Enseignement supérieur en géographie à l'Université de Clermont-Ferrand. Sa thèse de doctorat ès-lettres porte sur Les Limagnes du Sud et leurs bordures montagneuses (publiée en 1939). 
Ses débuts littéraires seront patronnés par Henri Pourrat son maître et ami. Lucien Gachon s'impose comme l'un des meilleurs romanciers auvergnats ayant pour sujet l'univers paysan. L'Académie française lui décerne le prix Dumas-Millier pour l'ensemble de son œuvre en 1977. Lucien Gachon meurt en 1984.

## Œuvres
- Maria, postface de Henri Pourrat, 173 p., 1925 (réédité en 1968, en 1982 aux éditions Ramsay, en 1994 et 2016 aux éditions L. Souny).
- Monsieur de l'Enramas, 1929.
- Jean-Marie, homme de la terre, 1923 (réédité en 1932, libr. Valois, Coll. Romans du nouvel âge, 269 p.).
- « Le massif du Livradois », Annales de géographie,‎ 1923 (lire en ligne) (en collaboration avec Antoine Richard)
- L'écrivain et le paysan, essai, 1932 (réédité en 1970, préf. de Paul Vernois, Les Cahiers bourbonnais, 130 p.).
- « Les façades montagneuses de la plaine de Brioude : aperçu géographique », Almanach de Brioude, Brioude,‎ 1933
- Les Limagnes du Sud et leurs bordures montagneuses, étude de géographie physique et humaine, Arrault et Cie, 474 p., 143 fig., 33 phot., 1 carte h.t., 1939.
- La première année, éd. Sagittaire, Coll. Campagne, 145 p., 1943 (réédité en 1973).
- Visages de l'Auvergne, ed. des Horizons de France, 1943 (réédité en 1964), 182 p. (co-auteurs : Henri Pourrat, André Bossuat, Henri Charlier, Alexandre Vialatte)
- L'Auvergne et le Velay - La vie populaire d'hier et avant-hier, Coll. "Les Provinces françaises", Gallimard, 343 p., ill. en coul. + 16 pl. et 1 carte en dépl., 1948 (réédité par Maisonneuve et Larose en 1975).
- L'eau domestiquée, principe de la civilisation agronomique aussi bien qu'industrielle. Application : la Loire et son bassin versant, Coll. Faculté des lettres de Clermont-Ferrand, Institut de Géographie. XXII, imp. L'Éveil, 103 p., 1962.
- Auvergne, Préf. de M. Diebolt, préfet d'Auvergne, Hors Commerce, Delle-Alsthom, 109 p., ill., Imp.Braun Mulhouse, 1965.
- La vie rurale en France, Coll. Que sais-je ? no 242, 127p., Presses universitaires de France, 1967.
- L'Auvergne et les Auvergnats, introd. de Georges Lamirand, carte et croquis de Michel Guillaumin, numéro spécial de L'Auvergne Littéraire 188, 83 p., 1er et 2e trim. 1966.
- Henri Gouttebel, instituteur, préf. de l'éditeur G. de Bussac, Coll. Écrivains d'Auvergne no 11, 2 vol., 136 p., 1971. Lucien Gachon confia à Marcel Laurent[4] sa préférence pour cet ouvrage avec "La première année".
- La Petite-fille de Maria, 1974. Suite de "Maria" où il peint le renouveau d'un bourg villageois.
- Une commune rurale d'Auvergne du XVIIIe au XXe siècle, Brousse (Puy-de-Dôme), J. de Bussac, 167 p., ill.

Sollicité par la radio régionale FR3 de 1975 à 1982, Lucien Gachon a participé aux émissions de Jacques Santamaria et Christian Lassalas, Les Contes de la Mémoire (souvenirs, récit de vie, 180 minutes- INA Lyon ), Histoire d'en parler pour les séries sur L'Auvergne et les Auvergnats - Henri Pourrat 1959-1979 (témoignages) et Le livre de l'été (commentaires sur son roman Maria).

### Correspondance
- Pourrat, Henri (1887-1959) Correspondance. 1, Du 31 janvier 1921 au 25 décembre 1927 / Henri Pourrat, Lucien Gachon, éd. établie par Claude Dalet, Bibliothèque municipale et interuniversitaire de Clermont-Ferrand, Coll. Cahiers Henri Pourrat, 1991, 335 p.

## Expositions
- Lucien Gachon intime : exposition à l'occasion du centenaire de sa naissance du samedi 22 octobre au samedi 5 novembre 1994. Bibliothèque Municipale et InterUniversitaire, Clermont-Ferrand, 1994.

### Iconographie
- Buste de Lucien Gachon, par le sculpteur Robert Mermet (18096-1988), non localisé[5]